# Чонбук Хьонде Моторс
«Чонбук Хьонде Моторс» (кор. 전북 현대 모터스) — корейський футбольний клуб із міста Чонджу.

## Досягнення
- К-Ліга
  -  Переможець (9): 2009, 2011, 2014, 2015, 2017, 2018, 2019, 2020, 2021
  -  Срібний призер (3): 2012, 2016, 2022

- Кубок Південної Кореї
  -  Володар (5): 2000, 2003, 2005, 2020, 2022
  -  Фіналіст (3): 1999, 2013, 2023

- Суперкубок Південної Кореї
  -  Володар (1): 2004
  -  Фіналіст (2): 2001, 2006

- Ліга чемпіонів АФК
  -  Переможець (2): 2006, 2016
  -  Срібний призер (1): 2011

- Кубок володарів кубків Азії
  -  Фіналіст (1): 2002